# イェスペリ・コトカニエミ
イェスペリ・コトカニエミ （Jesperi Kotkaniemi、2000年7月6日 - ） は、フィンランド共和国サタクンタ県ポリ出身のプロアイスホッケー選手。ポジションはセンター。ナショナルホッケーリーグ(NHL)のカロライナ・ハリケーンズでプレーしている。 愛称は"KK"、"イェプ"("Jepu")。
2000年生まれで北米4大プロスポーツリーグの公式戦に出場した初の選手である（後述）。

## 経歴

### フィンランド時代
2014年に当時14歳で生まれ故郷ポリのアイスホッケークラブであるポリン・アサットのユースチーム（U-16）に入団。
2017年には当時17歳にしてトップチームデビューを果たした。4月にはスロバキアで開催された第19回U-18アイスホッケー選手権でフィンランド代表に初選出された。同大会では銀メダルを獲得、7試合で6ポイントを記録している。同年9月9日にはプロとしての初ゴールを記録している。このルーキーシーズンでは全57試合に出場、10ゴール19アシストを記録した。
2018年4月にロシアで開催された第20回U-18アイスホッケー選手権のフィンランド代表に選出され、2大会連続2度目の選出を果たした。同大会ではファースト・ラインのセンターとして7試合に出場し、9ポイントを記録。アメリカ合衆国代表を下して金メダルに輝いた。

### カナディアンズ時代
2018年6月22日に行われたNHLドラフト1巡目(全体3位)でモントリオール・カナディアンズから指名を受けた。7月2日、エントリーレベルの3年契約を締結。同年の10月3日にトロント・メープルリーフス戦でNHLデビューを飾った。この試合で、2000年生まれで北米4大プロスポーツリーグの公式戦に出場した初めての選手となった。11月1日にはワシントン・キャピタルズ戦でNHL初ゴールを記録。18歳と118日でのNHL初ゴールはカナディアンズの歴史でも2番目に若かった。最終的に79試合に出場し、34ポイントを記録した。2020年8月1日、スタンレー・カップ・プレイオフへのクオリファイラウンド、対ペンギンズ戦の第1試合にて自身初のポストシーズンゴールを記録した。

### ハリケーンズ時代
2021年8月にカロライナ・ハリケーンズから届いた単年610万ドルのオファーシートに契約。しかし、9月5日にカナディアンズがこのオファーシートの契約内容に同意せず、2022年NHLドラフト1巡目+3巡目指名権とのトレードで移籍した。

## 詳細情報

### 背番号
- 15（2018年 - 2021年）
- 82（2021年 - ）

### 代表歴
- 2017年世界U-18アイスホッケー選手権フィンランド代表
- 2018年世界U-18アイスホッケー選手権フィンランド代表